# アネット・メサジェ

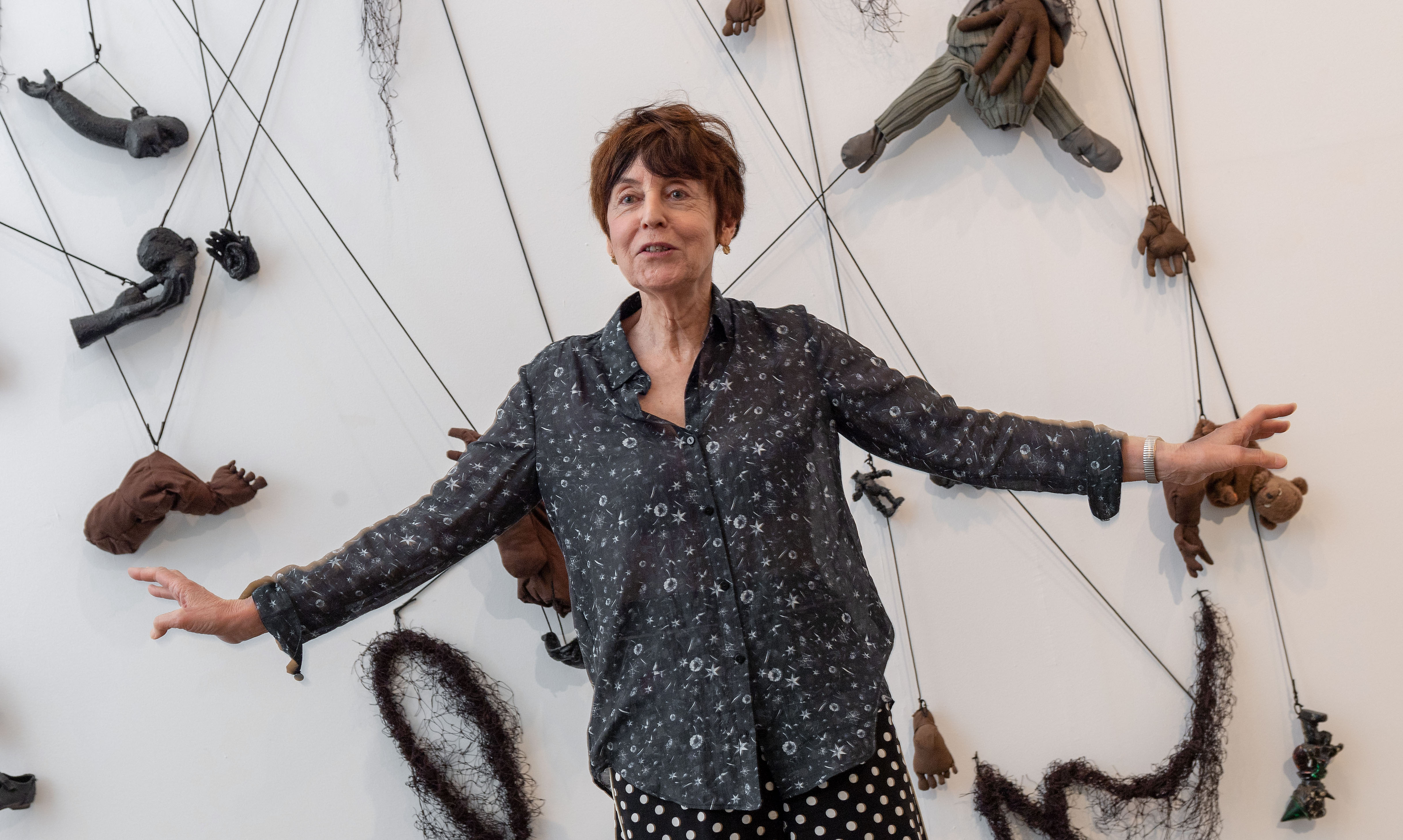
アネット・メサジェ

アネット・メサジェ（Annette Messager、1943年11月30日-）は、フランスの美術家。雑誌や刺繍、ぬいぐるみといった身近な小物を使った作品から機械仕掛けの大規模なインスタレーションまで手がけている。

## 経歴
1943年、フランスのパ＝ド＝カレー県のベルク・シュル・メールという町に生まれる。建築家の父が美術に関心を持っていたため、教会などの建築や芸術作品に触れる機会は多くアネット自身も興味を持っていたが、幼少期はダンスに没頭しておりその練習に明け暮れていた。
その後、14歳の頃からダンスの練習につらさを感じて絵画に関心が移り、1962年にはパリ国立装飾美術学校に入学する。1965年、在学中に獲得した写真コンクールの賞として世界一周旅行券を入手し、日本を含む様々な国を一人で旅して回った。また、1967年にはジャン・デュビュッフェのアウトサイダー・アートのコレクションの作品に感銘を受ける。
1968年にはパリで五月革命を経験し、絵を描くことへの関心を失い始める。お金がなかったことや見方がかわったことからノート・布・新聞・毛糸など身の回りの日用品を使った小さな作品の制作をするようになった。ジェンダーを意識した作品が多くみられる。
さらに1980年代に入ると空間的な広がりを持つ作品を多く発表するようになり、また1988年からは動物のぬいぐるみ等ソフト・スカルプチュアを作品に取り入れるようになる。1989年には、初の回顧展がグルノーブル美術館が開催された。
2000年代頃からは動きのある作品がみられるようになる。2005年にはヴェネツィア・ビエンナーレのフランス館代表として参加し、金獅子賞を獲得した。
2008年、森美術館で日本初の個展が「アネット・メサジェ―聖と俗の使者たち」と題されて催された。
2016年、第28回高松宮殿下記念世界文化賞（彫刻部門）を受賞。

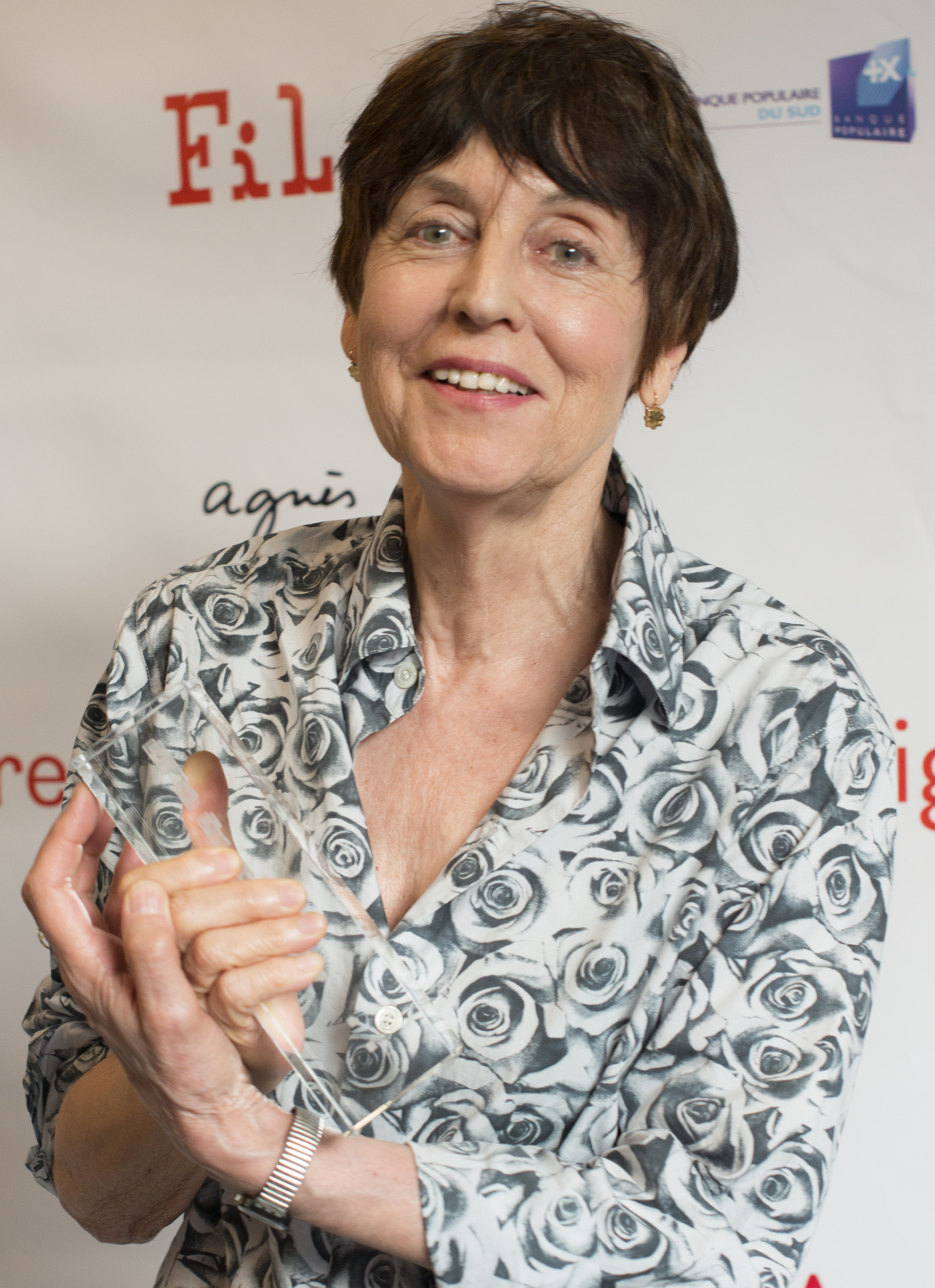
FILAF(2017)

## 作風
前述のように身近な小物を使った作品から大規模なインスタレーションまで手がけている。
アネット・メサジェの作品を見た人の感想は、「どれも可笑しい」というものと「どれも不気味だ」というものに二分されることが多いと本人がインタビューでこたえており、また作品には生と死が共存しているとも述べている。
また、後述の「hapy」のように言葉遊びを使った作品がみられるのも特徴である。森美術館で催された個展「アネット・メサジェ―聖と俗の使者たち」のもともとの英語のタイトルは「Annette Messager : The Messengers」であったが、これも本人の名前（Messager）を使者（Messengers）という意味で使った遊びであり、「キリスト教での使者」と「アートの使者」の両方の意味がある。

## 作品の例
- アネット・メサジェ嬢の結婚（1971年）

全108ページのアルバムの作品。結婚を報じた新聞記事の切り抜きがたくさん収録されているが、見出しの女性の名前が全て「アネット・メサジェ」に置き換えられている。1970年頃から新聞・雑誌の記事や写真を切り貼りした「アルバム・シリーズ」を制作しているが、その最初の作品。
- つながったり分かれたり（2001-2002年）

人体の一部や動物などの巨大なぬいぐるみが天井から吊るされ、それらが装置によってゆっくりと上下に揺れ動くさまを見せるインスタレーション。狂牛病騒動に触発されて制作された。天井から物が吊り下げられている作品はそれまでにも発表していたが（「たよったり自立したり」など）、ドアを開けたときの勢いでたまたまそういった作品が揺れたのを見て、それをきっかけに作品に「動き」を取り入れるようになった。
- カジノ（2005年）

第51回ヴェネツィア・ヴィエンナーレの出展作品。ピノッキオの冒険の童話をモチーフにした、大規模なインスタレーション作品。巨大な赤い布が風になびく中、ときおり時計や光る海中生物などが垣間見える。これはピノキオの作品に登場するサメの体内を表している。
美術家をカジノへ行く人になぞらえる意味もこめて「カジノ」というタイトルがつけられた。ピノキオをモチーフとして取り上げたきっかけは、木の人形が人間になるという筋書きが、クローン技術の発達した現代に通じるところがあると感じたからだという。
- hapy（2006年）

言葉遊びの作品。黒いネットを使ってhapyという文字が描かれている。happyと表記するならpが2つ必要なはずだが、「美しくないし長すぎる」という理由でpは1つしかない。